# Ranitomeya imitator
Espèce
Synonymes
- Dendrobates imitator Schulte, 1986
- Dendrobates imitator yurimaguensis Schulte, 1999
- Dendrobates imitator intermedius Schulte, 1999
- Ranitomeya intermedia (Schulte, 1999)

Statut de conservation UICN

 LC  : Préoccupation mineure
Statut CITES
Ranitomeya imitator est une espèce d'amphibiens de la famille des Dendrobatidae.

## Répartition

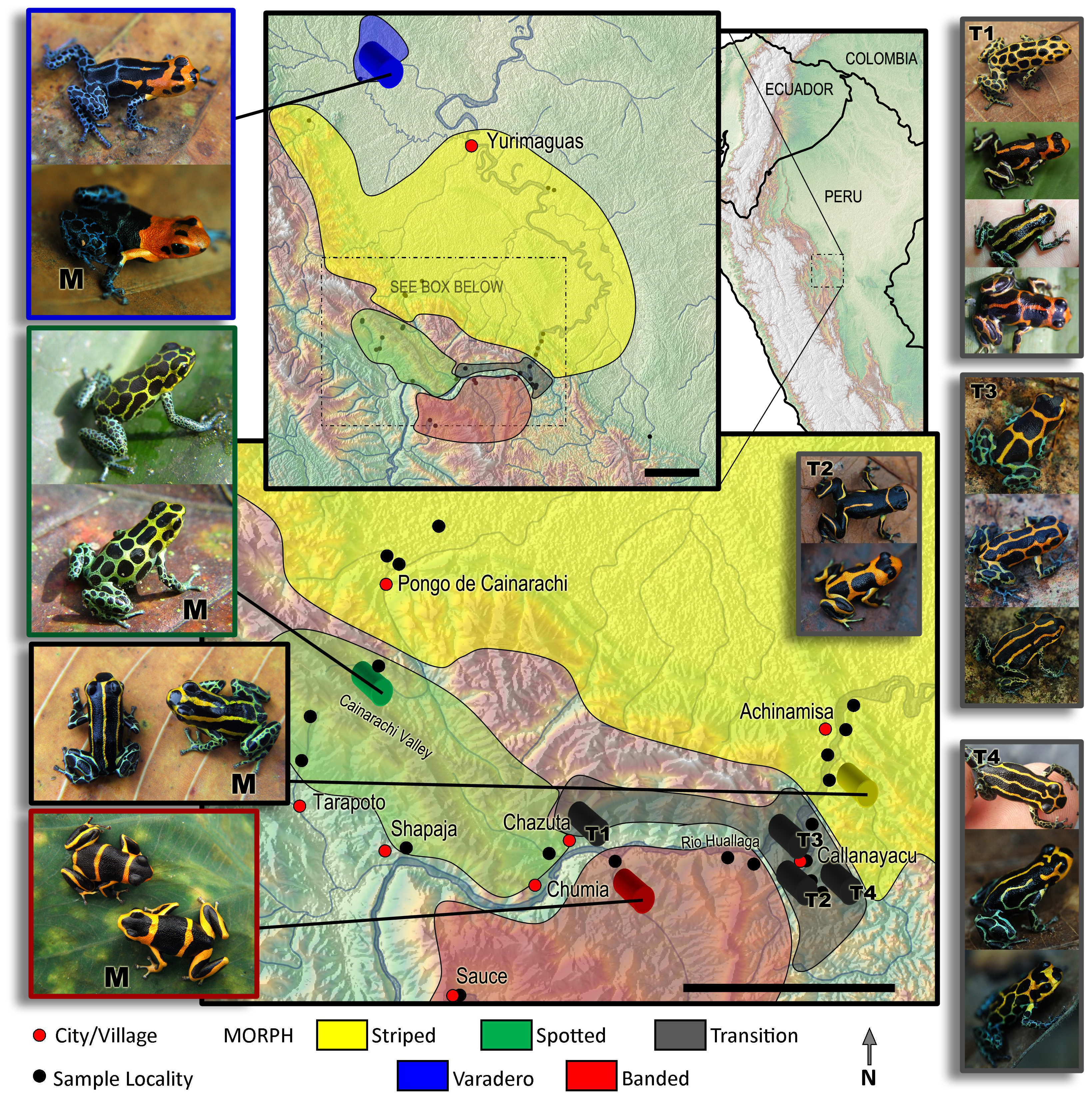
Différents morphes et leurs distributions

Cette espèce est endémique du Pérou. Elle se rencontre dans les régions Loreto et San Martín de 200 à 700 m d'altitude.

## Description

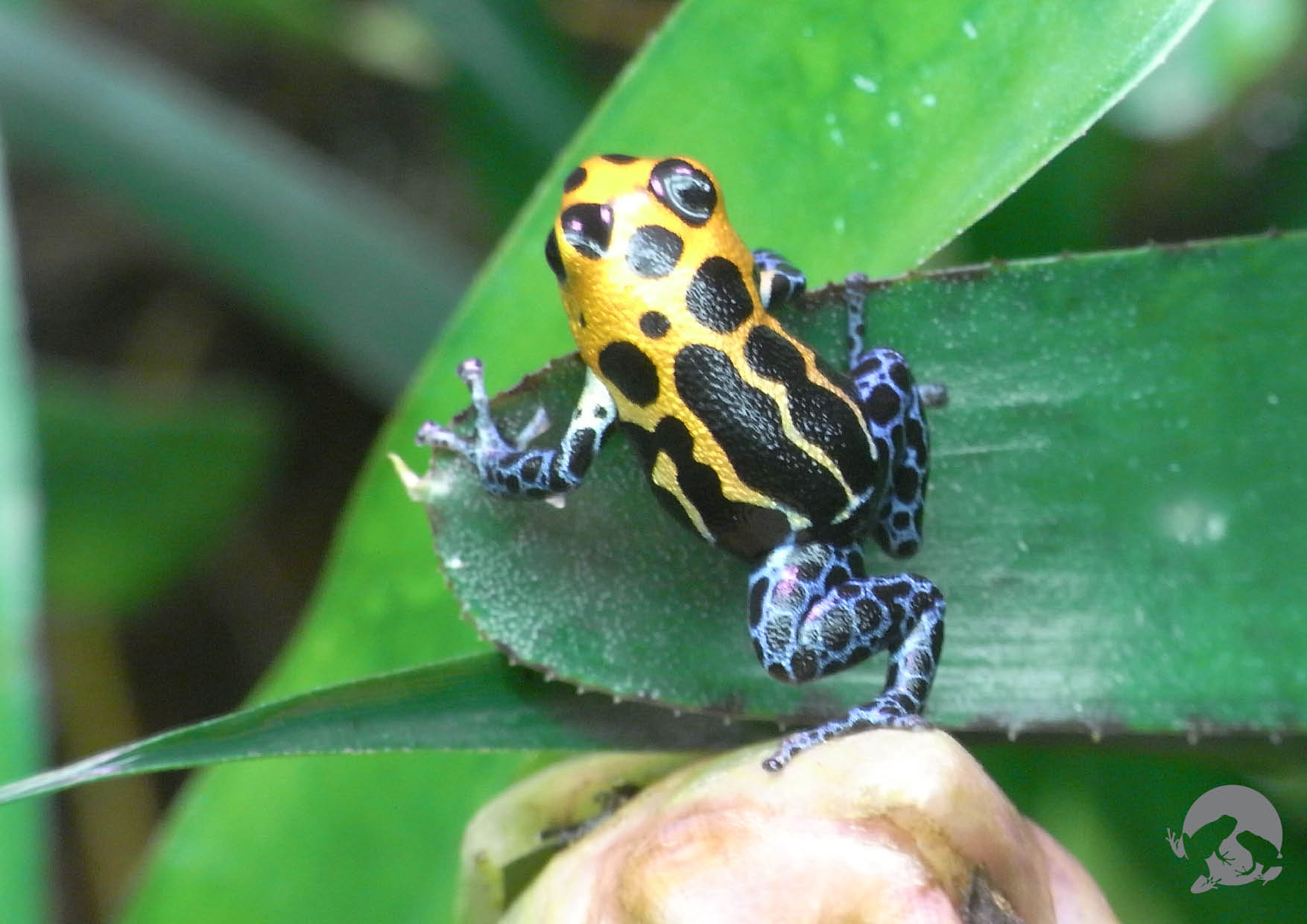
Ranitomeya imitator

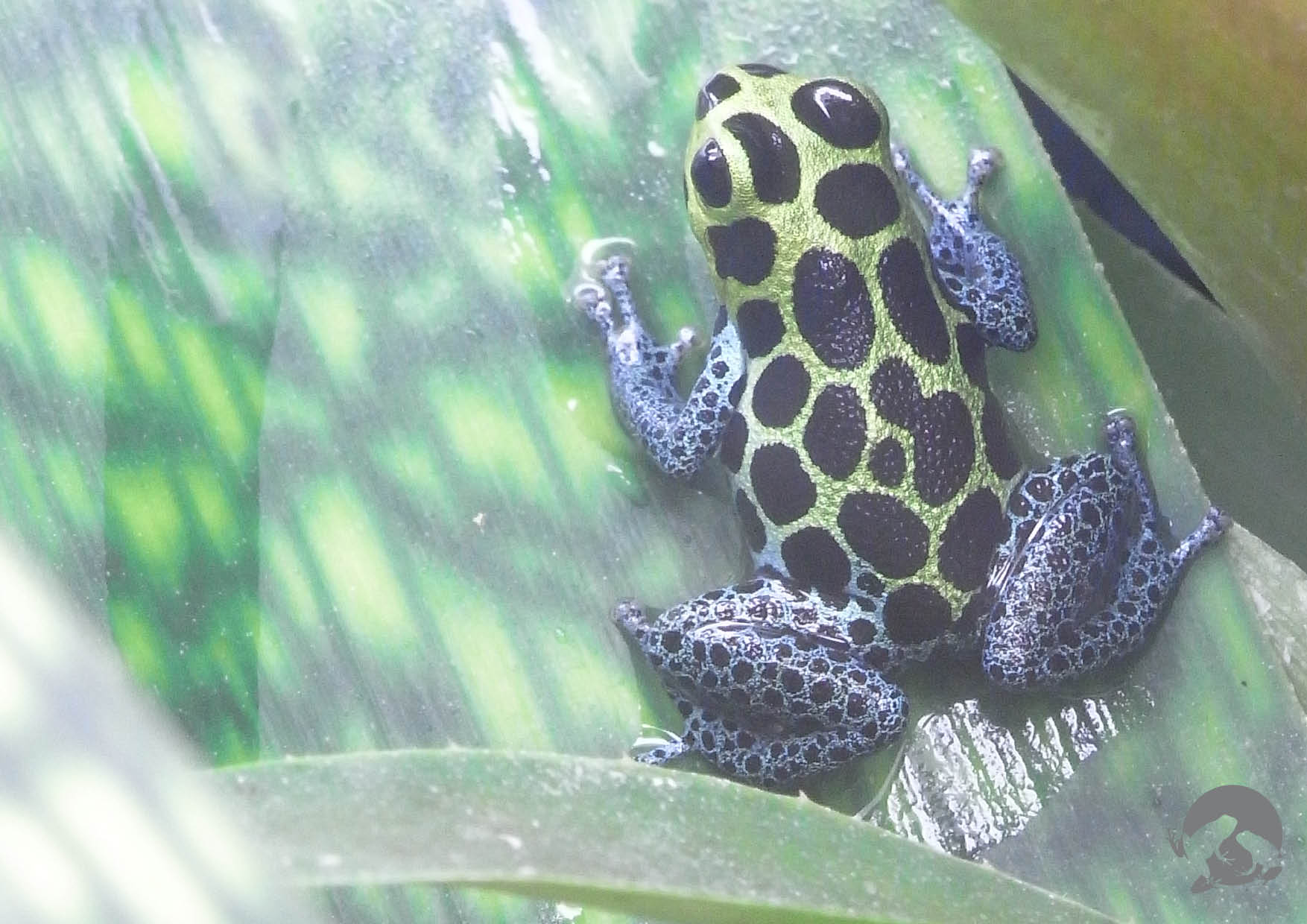
Ranitomeya imitator

Ranitomeya imitator mesure de 17 à 22 mm.

## Publication originale
- Schulte, 1986 : Eine neue Dendrobates-art aus ostperu. (Amphibia: Salienta: Dendrobatidae). Sauria, vol. 8, p. 11-20.